# Mary Fraser Tytler

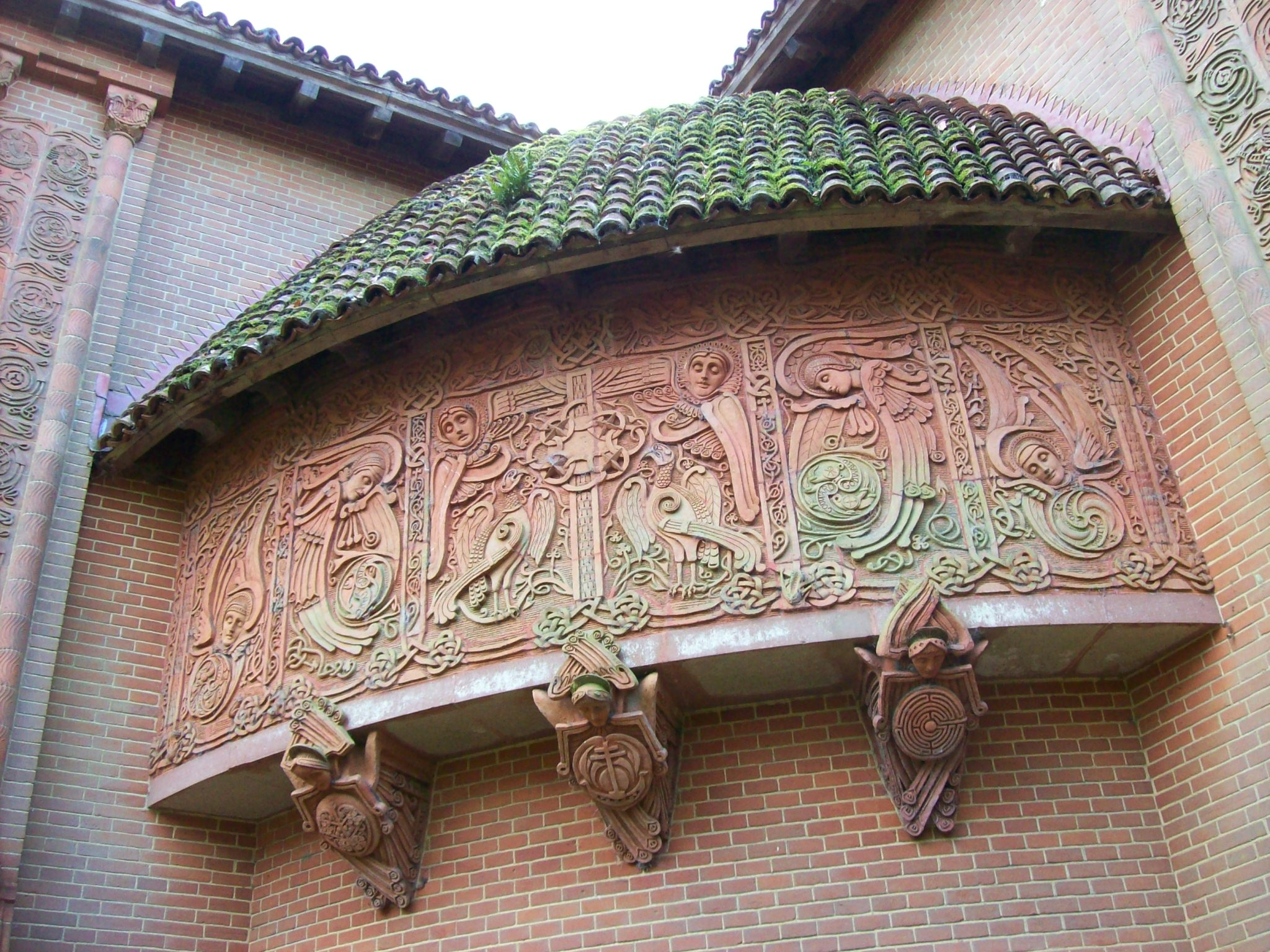
Capilla mortuoria de Watts, ladrillos de terracota

Mary Seton Fraser Tytler (nombre de casada Mary Seton Watts) (25 de noviembre de 1849-6 de septiembre de 1938) fue una artesana simbolista, diseñadora y reformadora social británica.

## Biografía
Watts, de soltera Fraser-Tytler, nació el 25 de noviembre de 1849 en India. Era hija de Charles Edward Fraser Tytler de Balnain y Aldourie, que trabajaba para la East India Company. Pasó gran parte de su juventud en Escocia, donde fue criada por sus abuelos, y se estableció en Inglaterra en la década de 1860. A principios de 1870 estudió arte en Dresde antes de matricularse en el Royal College of Art South Kensington más tarde ese mismo año. Durante 1872 y 1873 Tytler estudió escultura en la Slade School of Fine Art. Inicialmente se hizo conocida como retratista y se asoció con Julia Margaret Cameron y la comunidad de Freshwater. Allí conoció al pintor George Frederic Watts y, a la edad de 36 años (él tenía 69), se convirtió en su segunda esposa el 20 de noviembre de 1886 en Epsom.
Fue presidenta de la Sociedad Nacional de Sufragio Femenino de Godalming y Distrito (una rama local de la Unión Nacional de Sociedades de Sufragio Femenino), y convocó al menos una reunión de sufragio femenino en Compton, Surrey.
Watts murió en su casa, Limnerslease, en Compton el 6 de septiembre de 1938. Sus restos están enterrados en la Capilla Watts.

## Carrera
Después de su matrimonio, Watts trabajó en gran medida en los campos del estilo celta y moderno (estilo Art Nouveau británico), bajorrelieves, cerámica, orfebrería y textiles. Fue cofundadora de Compton Potters 'Arts Guild y Arts & Crafts Guild en Compton, Surrey. Watts diseñó, construyó  y mantuvo la Capilla Mortuoria Watts en Compton (1895-1904), se centró en el relieve interior y la pintura, así mismo como las baldosas de terracota que cubrían las paredes de la capilla; también había construido y mantenido la Watts Gallery (1903–04) para la preservación del trabajo de su esposo.
Watts exhibió su trabajo en The Woman's Building en la Exposición Mundial de Columbia de 1893 en Chicago.
Watts, a través de la Asociación de Artes e Industrias del Hogar (HAIA), trabajó para crear empleo para las comunidades rurales a través de la preservación de las artesanías. Durante la ejecución de la Capilla Mortuoria Watts, Watts capacitó a trabajadores en modelado de arcilla, una iniciativa que finalmente condujo al establecimiento del Gremio de Alfareros de Compton en 1899. Watts era una firme creyente en la idea de que cualquiera que tuviera la oportunidad podía producir cosas hermosas y que todos deberían tener un oficio dentro del cual pudieran expresarse creativamente. Apoyó el resurgimiento del estilo celta, la expresión artística indígena de Escocia e Irlanda. En 1899, se le pidió que diseñara alfombras de este estilo para la empresa de alfombras Alexander Morton & Co de Darvel, el principal productor de telas de decoración de Liberty. En cooperación con la Junta de Distritos Congestionados, Morton había establecido un taller en Donegal, Irlanda, para emplear a mujeres locales que tenían pocas oportunidades de ganarse la vida.
Watts fue pionera en estilo celta de la Libertad, con muchas de las imágenes de los renacimiento celta alfombras, encuadernaciones, orfebrería y textiles para Liberty & Co. se basan en sus primeros diseños en la capilla mortuoria vatios.
Más adelante en su vida, Watts escribió The Word in the Pattern (1905), que detalla el uso de símbolos en la Capilla Mortuoria Watts, y completó una biografía en tres volúmenes de su esposo, Annals of an Artist's Life (1912).
"Ah, si pudiéramos trabajar fanáticamente a la luz de nuestro propio pensamiento del siglo XIX ... luchar contra la inmoralidad, ver la injusticia de las opiniones sociales recientes, contra el sacrificio de sacrificar mujeres, contra la intemperancia, contra el deseo de riqueza y lo espantoso ¡Desigualdad de distribución para vivir al menos en la hermandad universal!"

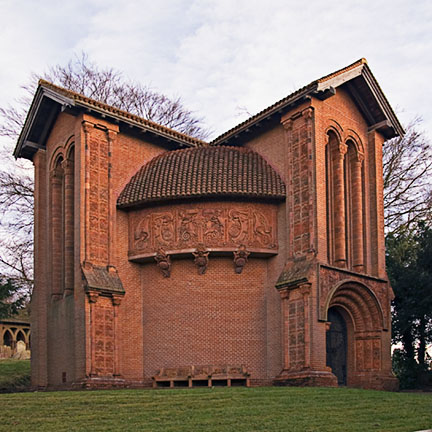
Capilla mortuoria de Watts